# Colportore
Colportore (in francese colporteur), era un venditore ambulante, specialmente di libri, immagini, stampe, canzoni.
Il colportore è stato una figura abituale delle fiere, dei mercati di campagna e dei piccoli centri urbani nell'Antico regime e più oltre. Con il suo sacco di libri, attraversava lunghi percorsi, fermandosi nei luoghi di più ampia concentrazione.

## Colportori e letteratura popolare
Vendere libretti, fogli volanti, canzoni nelle strade, presupponeva talvolta la loro presentazione, una vera messa in scena, illustrata su pannelli che visualizzavano le storie da vendere, per richiamare la gente e per meglio convincere il pubblico all'acquisto. Il colportore, nel passato, veniva spesso assimilato ad una sorta di cantastorie che raccontava vicende di amori infelici, miracoli, fatti di cronaca nera e storie leggendarie. La lettura ad alta voce, la rappresentazione nelle piazze, la vendita per pochi soldi di libretti in brossura, stampati su carta di modesta qualità, permettevano così la circolazione di una variegata biblioteca di testi: i romanzi della letteratura colta del Cinquecento, come le storie cavalleresche dei paladini di Carlo Magno, I Reali di Francia, I quattro figli di Aimone, le imprese di Guerrin Meschino, le leggende di Pia de' Tolomei o di Ginevra degli Almieri, riadattate per un pubblico popolare, gli amori di Piramo e Tisbe, Florindo e Chiarastella, Paris e Vienna, gli almanacchi dal Casamia al Barbanera, i lunari, le profezie, i trattati di medicina popolare, i segretari d'amore, ma anche le leggende agiografiche, le storie morali impresse nelle vite dei santi e nei miracoli.

## Propaganda e fede
I colportori oltre che vendere libri e opuscoli dal prezzo contenuto, destinati ad alimentare la fantasia e l'immaginario collettivo, erano intenti a suggerire consigli pratici o modelli di vita edificanti. Spesso rappresentavano gli intermediari della diffusione di edizioni clandestine nel secolo dei Lumi, delle battaglie politiche in piena Rivoluzione, della propaganda dell'Italia Risorgimentale, della diffusione della fede cristiana.
Nella Francia rivoluzionaria, il terreno fu preparato dalla diffusione di testi clandestini, miranti a desacralizzare la figura dei sovrani, e a delegittimare la cultura dominante. Si trattava dei mauvais livres, di opuscoli proibiti, stampati oltre i confini, e giunti in patria nascosti nelle borse dei colportori. E furono ancora dei colportori-cantastorie a sostenere gli eventi che caratterizzarono gli anni rivoluzionari. Più che i catechismi politici e i giornali, furono le canzoni, impresse sui fogli volanti, e accompagnate dalla musica del violino, a modellare, grazie alla loro forza comunicativa, la pubblica opinione.
Anche in Italia durante le guerre d'indipendenza che condussero all'Unità, ai colportori fu affidato l'incarico di diffondere programmi ed iniziative promosse da associazioni patriottiche. 
Infine, questi librai ambulanti contribuirono alla diffusione della cultura evangelica nell'Italia del secondo Ottocento.
I colportori evangelici In Italia, all'indomani dell'Unità, e con essi varie società e organizzazioni protestanti tentarono di far conoscere una cultura religiosa "diversa" rispetto a quella tradizionale cattolica, egemone nel paese. La costituzione di società bibliche, di una casa editrice, come la Claudiana, di una rete slegata ai canali di commercio tradizionali, costituirono i gangli di un circuito di diffusione del libro, che considerava come suo perno principale, il colportore: venditore ambulante ed evangelista.
A piedi, con un sacco o una cassetta piena di bibbie, porzioni, commentari, romanzetti edificanti, "evangelini", racconti di vita cristiana (venduti tre a un soldo), almanacchi; il colportore evangelico percorreva chilometri e chilometri, dal Nord al Sud della penisola, in un terreno spesso ostile alla sua opera. Venditori e predicatori, questi uomini, tra mille difficoltà, contribuirono tuttavia alla diffusione di una diversa visione della fede in alcune comunità nell'Italia del tempo.

## Il colportage e le reti di circolazione
Le reti di circolazione organizzate dai colportori potevano essere limitate a piccole porzioni di territorio, oppure estendersi su vasta scala  nazionale se non addirittura su scala europea, come indica l'esperienza dei librai-ambulanti provenienti dalle valli alpine francesi del Delfinato o i tesini di Bassano.
- I colportori di Briançon

Nel Settecento gli abitanti di Briançon, ad esempio, conquistarono una parte importante del commercio di materiali a stampa nell'Europa del Sud, in particolare in Spagna e Portogallo. Nelle loro mani si concentrò il commercio librario, ma anche quello delle carte geografiche, delle stampe, dell'orologeria, delle tele, delle calze, dei berretti, Di fatto gli abitanti di Briançon aprirono un centinaio di botteghe distribuite tra Portogallo, Spagna, Sud della Francia e Italia.
Non soltanto essi diventarono corrispondenti dei grandi librai svizzeri – i Cramer, Gosse, la Société typographique de Neuchâtel, ma, spesso si fecero loro stessi stampatori e lavorarono sempre gli uni con gli altri. In tal modo finirono per controllare buona parte del mercato almeno per quanto riguarda l'Italia e il Portogallo. 
Le reti erano fondate sulla mobilità degli uomini e sulla flessibilità dei circuiti. All'interno della rete di botteghe, ciascuno si spostava in funzione delle necessità del commercio. La flessibilità dei circuiti consentiva anche di far circolare libri e merci dovunque, indipendentemente dai percorsi tradizionali, al di fuori dai controlli prevedibili. 
- La rete dei Tesini

Una delle più ampie reti di diffusione del libro affiliato ai colportori era costituito dal circuito degli ambulanti legati ai Remondini, editori provenienti da Bassano. Una testimonianza certa della presenza di questa rete l'abbiamo da De Lalande, che nella sua opera Le voyage en Italie faceva notare come i Remondini possedessero uno stabilimento di notevoli dimensioni: dalle cartiere alla tipografia fino al controllo delle reti di distribuzione. 
Lo stabilimento offriva un gran numero di posti di lavoro sia in Italia che nel resto d'Europa, in particolare utilizzava i venditori ambulanti, tutti provenienti dall'Altopiano del Tesino che commerciavano diffondendo la loro produzione in Italia e in Europa. 
Da secolo a secolo ci fu un netto incremento, venne infatti raddoppiato se non quasi triplicato il numero della forza lavoro, permettendo così di coprire un'area di interessamento sempre maggiore. Nel 1881 il numero di colportori con permesso era circa di 552.  Alcuni di loro si misero in proprio ed aprirono delle librerie pur mantenendo stretti legami con la casa editrice. Tutto ciò contribuì alla diffusione del catalogo Remondini nelle campagne.
Furono attivi anche in  altre parti di Europa raggiungendo persino l'America Latina.
I venditori ambulanti italiani, i colporteurs francesi, i buhoneros spagnoli, singoli o organizzati in compagnie, portatori di pratiche sociali e culturali, ancora vive nell'Europa del primo Novecento, furono quindi i vettori di una trasmissione della pagina stampata nelle realtà più marginali, dove l'analfabetismo diffuso o la stessa assenza di altri canali di circolazione, come le librerie, ostacolavano l'accesso di larga parte della popolazione alla parola scritta. Con i loro libretti contribuirono a divertire il popolo, a modellarne i gusti, a creare un universo di evasione, ad istruire o avvicinare alla fede. Essi hanno comunque aperto una via alla lettura e al progresso culturale di ampi strati della società.